# Symposiachrus guttula
Symposiachrus guttula là một loài chim trong họ Monarchidae.